# Портрет на Галеацо Санвитале
„Портрет на Галеацо Санвитале“ (на италиански: Ritratto di Galeazzo Sanvitale) е картина на италианския художник Пармиджанино от 1524 г. Картината (109 х 81 см) е изложена в зала 12 на Национален музей „Каподимонте“, Неапол. Използваната техника е маслени бои върху дърво.

## История
Картината е рисувана от Пармиджанино през 1524 г., както е посочено от художника на гърба ѝ. В този период той се установява във Фонтанелато, за да изографиса салона на Паола Гондзага, съпруга на граф Джан Галеацо Санвитале. Салонът се намира в двореца на фамилия Санвитале във Фонтанелато близо до Парма.
Творбата на Пармиджанино е записана през 1587 г. в инвентарната книга на фамилия Фарнезе в Парма, но според Бертино е много възможно тя да е собственост на фамилията още от 1561 г., когато Отавио Фарнезе купува земите и двореца на епископ Еукерио Санвитале. Наседил през 1550 г. имуществото на баща си граф Джан Галеацо Санвитале, епископ Еукерио го продава през 1561 г. на Отавио Фарнезе и е много възможно продажбата да е включвала и картините, намирали се в двореца.
През 1734 г. цялата Колекция „Фарнезе“, наследена от крал Карлос III, е преместена в Неапол, от където през 1799 г. картината попада в ръцете на френските републиканци и е прехвърлена на склад в Рим. Година по-късно тя е изпратена на крал Фердинанд IV, намиращ се по онова време в Палермо, където престоява заедно с краля до 1816 г., преди да бъде върната отново в Неапол.
При многото прехвърляния на собствеността се изгубва представата както за образа изобразен на картината, така и за автора на произведението. Първоначално се счита, че е изобразен Христофор Колумб, а автор е Рафаел, за което може би се съди по украшението върху шапката, изобразяващо Херкулесови стълбове. Луиджи, потомък на сем. Санвитале, по писмени документи, съхранени от фамилията, доказва, че на картината е изобразен неговият предшественик граф Джан Галеацо Санвитале, а Корадо Ричи доказва, че автор на картината е Пармиджанино.

## Описание
Това е портрет, който има за цел да възвеличае образа на графа и да създаде силно впечатление на гостите му, за което се съди по богатството на предметите и съвършения костюм, изобразени на картината, определящи благородническите интереси, финеса и величието на граф Джан Галеацо Санвитале.
Портретът на графа, тогава 28-годишен, е най-съвършената изработка на Пармиджанино. Изобразен до кръста, седнал в елегантен за времето си стол, графът е насочил интензивен поглед към зрителя. Той е облечен в черен костюм според модата на времето, от който излизат два ръкава от тежък червен плат, украсени от последователни отвори, които разкриват пухкава бяла риза с бродерия върху маншета. Шапката е в същия червен цвят, с елегантни порязвания по ръба, позлатени мъниста, перо и камео за украса. Това е облекло от френската мода по това време, по което можем да съдим и за политическата ориентация на граф Джан Галеацо Санвитале.
В лявата ръка, на която е облегната дръжката на меча, графът държи кожена ръкавица. Ръката лежи върху подлакътника на стола и е украсена със златен пръстен с камък върху малкия пръст. Дясната ръка, която е все още в ръкавица, показва на зрителя бронзов медал, носещ два символа. Тези символи се четат от учените по два различни начина, като „С“ и „F“, което би означавало „граф Фонтанелато“, или цифрата 72, за която има няколко тези, свързани с алхимията и представящи връзката между Луната и Юпитер. Тук обаче източниците, даващи представа за графа, не го свързват с алхимията. Пармиджанино е бил свързан с тази наука, но учените на намират смисъл в това художникът да кодира символи в картината на клиента си.
Лицето с магнетичен външен вид е осветено отдясно, подчертавайки лекия и гладък тен, меката брада, дългите мустаци и леките къдрици на косата. Челото е открито, очите са чисти и изразителни, носът е прав. Трябва да е имало известна интимност между художника и субекта, за да може така ефективно да се изразят младостта, гордостта и богатите интереси на графа, воин и благородник в същото време.
На масата зад графа се виждат добре поддържани части от блестяща броня и маска – символи, илюстриращи характера на воин. Отвъд стената отдясно се открива изглед към разлистено дърво, което е майсторски подчертан приятен декоративен елемент.
Картината, изработена много прецизно, очевидно следва каноните на портрета от 16 век, като в действителност представя сложно преплитане на планове и ефекти. Столът е поставен напречно, а торсът е в челно положение, стената на фона е в леко наклонена позиция и в ярък контраст с буйната растителност, която може да се види от прозореца. Дори светлината по същество осветява само лицето и ръцете на Галеацо Санвитале, а върху лъскавата броня е изобразена посредством малка резка.

## Галерия
- Дворецът на сем. Санвителе във Фонтанелато
- Фреска на Пармиджанино от салона на Паола Гонзага (южната стена)
- Фреска на Пармиджанино от салона на Паола Гонзага (западната стена)
- Фреска на Пармиджанино от салона на Паола Гонзага (източната стена)
- Фреска на Пармиджанино от салона на Паола Гонзага (северната стена)
- Фреска на Пармиджанино от салона на Паола Гонзага (таванът)